# Jauzé
Jauzé – miejscowość i gmina we Francji, w regionie Kraj Loary, w departamencie Sarthe.
Według danych na rok 1990 gminę zamieszkiwało 75 osób, a gęstość zaludnienia wynosiła 13 osób/km² (wśród 1504 gmin Kraju Loary Jauzé plasuje się na 1124. miejscu pod względem liczby ludności, natomiast pod względem powierzchni na miejscu 1162.).